# 兵庫県立芦屋南高等学校
兵庫県立芦屋南高等学校（ひょうごけんりつあしやみなみこうとうがっこう）は、兵庫県芦屋市にかつて存在した全日制の公立高等学校である。略称は芦南。

## 概要
2000年2月に兵庫県教育委員会が「県立高等学校教育改革第1次実施計画」を発表し、国際高校を併設した中等教育学校の推進計画対象校として、国際文化科を設置するなど帰国生徒教育の実績と交通の便の良さの2点を理由に本校が選定され、兵庫県立国際高等学校、兵庫県立芦屋国際中等教育学校の設置に伴って2005年に閉校した。

### 教育方針
時代の要請に応えて
1. 豊かな心を持って生涯学び続ける人間
2. 豊かな個性と国際感覚を備えた人間

の育成を目指す。

## 沿革
- 1979年
  - 3月14日 - 校名決定。
  - 4月1日 - 開校。
  - 4月9日 - 開校式（ならびに第1回入学式）を行う。
- 1980年4月1日 - 普通科国際文化コース（1クラス40名）を設置。
- 1983年4月1日 - 国際文化コースを改め、国際文化科（1クラス40名）を設置。
- 1987年4月1日 - 普通科内に理数コース（1クラス）を設置。
- 1991年3月1日 - 英検2級取得率及び国際理解教育に成果があったとして兵庫県「ゆずりは賞」を受賞。
- 1995年1月17日 - 阪神・淡路大震災発生。生徒7名、教師1名が死亡。芦屋市災害対策本部が校内に設置される。
- 1998年4月1日 - 国際文化科を2学級に増設。
- 2000年 - 兵庫県教育委員会から「2003年度に初の公立中高一貫校を現芦屋南高等学校に設置する」という旨の発表がなされる。
- 2003年 - 募集停止。兵庫県立国際高等学校、兵庫県立芦屋国際中等教育学校が設置され芦屋南高等学校は国際高等学校と併置の形をとる。
- 2005年
  - 3月31日 - 閉校。
  - 5月16日 - 兵庫県立芦屋南高等学校記念碑の除幕式が行われる。

## 基礎データ
いずれも廃止時のデータ。

### 所在地
- 兵庫県芦屋市新浜町1番2号

### 設置学科
- 全日制課程 普通科
  - 一般コース
  - 理数コース
- 全日制課程 国際文化科

### 通学区域
神戸第一・芦屋学区（普通科）
- 神戸市
  - 中央区
  - 灘区
  - 東灘区
- 芦屋市

国際文化科
- 県下全域

## 部活動
- 邦楽部が全国高等学校総合文化祭に複数回出場した経験を持つ。

## 学校関係者と組織

### 学校関係者一覧

#### 出身者
- 畑健二郎（漫画家）
- 鈴木亮平（俳優・モデル）
- ミカエル（モデル）
- 大久保麻理子（女優、元グラビアアイドル）